# Narsilion
Narsilion è un gruppo darkwave neoclassico spagnolo.

## Storia del gruppo
Nato nel 2000 come Aranmanoth, ha preso il nome attuale nel 2002 e dal 2004 è sotto contratto con Caustic Records. Il nome prende spunto da una canzone elfica contenuta nel Silmarillion di J. R. R. Tolkien.

## Membri
- Lady Nott (2003 –)
- Sathorys Elenorth (2003 –)

## Discografia
Album in studio
- 2004 - Nerbeleth
- 2006 - Arcadia
- 2008 - Namárië

EP
- 2004 - Return To The Silver Forest